# Полтавский 1-й казачий полк
1-й Полтавский кошевого атамана Сидора Белого полк, Кубанского казачьего войска
- Старшинство — 14 января 1788 года
- Полковой праздник — 30 августа (12 сентября), общий с войском.

## Формирование полка
14 января 1788 года из оставшимися верными запорожцев учреждено Войско верных казаков Черноморских и им было разрешено поселиться на Тамани. 13 ноября 1802 года в этом войске определено иметь по десять конных и пеших полков. 1 июля 1842 года пешие полки были преобразованы в батальоны, причём 1-й полк был переформирован в 1-й пеший батальон и был сформирован 7-й пеший батальон. 12 сентября 1863 года был сформирован Абинский конный полк Кубанского казачьего войска.
1 августа 1870 года из 1-го и 7-го батальонов и из Абинского конного полка, добавлением казаков от других частей бывшего Черноморского войска, был сформирован один трёхкомплектный 2-й полк, названный Полтавским. 24 июня 1882 года полк переформирован на три отдельных полка, причём один был оставлен первоочередным, а два других распущены на льготу, с сохранением первоочередному полку имени Полтавский полк Кубанского казачьего войска.
26 августа 1904 года для сохранения имени атамана Сидора Белого в войсках полк был назван 1-й Полтавский кошевого атамана Сидора Белого полк Кубанского казачьего войска.
Старшинство полка считается с 14 января 1788 года, полковой праздник — 30 августа.
Во время Первой мировой войны полк сражался на Кавказском фронте в составе Ван-Азербайджанского отряда под командованием генерал-лейтенанта Чернозубова. Полк вернулся на Кубань 20 ноября 1917 года. Впоследствии был возрожден в Добровольческой армии, в составе 2-й Кубанской казачьей дивизии (на 5 октября 1919 полк насчитывал 210 сабель и 12 пулеметов). После поражения Добровольческой армии был эвакуирован в Крым, а затем в Европу. Георгиевский штандарт полка хранится в музее города Ховелл (США).

## Знаки отличия полка
- Полковой Георгиевский штандарт с надписью «За отличие, оказанное при разбитии Турецкой флотилии у Браилова 29 мая 1828 года и за отличие в Турецкую войну 1877 и 1878 годов», пожалованный 6 января 1879 года.
- Шесть серебряных Георгиевских труб с надписью «За взятие Карса 6-го ноября 1877 года», пожалованные 2-й, 3-й и 4-й сотням полка 6 января 1879 года
- Знаки отличия на головные уборы для нижних чинов с надписью «За отличие при покорении Западного Кавказа в 1864 году и за штурм крепости Геок-Тепе 12-го января 1881 года», пожалованные 4 июня 1882 года.

## Командиры полка

### В императорской армии
- 24.03.1871 — 06.10.1876  — полковник Голуб, Павел Иванович
- 06.10.1876 — 03.11.1886 — полковник князь Эристов, Давид Евстафьевич
- 26.11.1886 — 09.03.1897 — полковник Даркин, Никифор Алексеевич
- 14.03.1897 — 12.06.1901 — полковник Флейшер, Сергей Николаевич
- 26.01.1901 — 15.03.1907 — полковник Борчевский, Борис Иванович
- 19.03.1907 — 04.09.1910 — полковник Семеновский, Стефан Данилович
- 22.09.1910 — 26.06.1915 — полковник Нальгиев, Эльберд Асмарзиевич
- 27.08.1915 — 21.01.1917 — полковник Белый, Александр Пантелеймонович
- 20.03.1917 — хх.хх.1917 — полковник Красный, Давид Яковлевич

### В Добровольческой армии
- 15.09.1918-30.10.1918 — полковник Булавинов
- 03.01.1919-26.02.1919 — полковник Мамонов, Пётр Петрович
- 03.03.1919-хх.10.1919 — полковник Чекалов П.